# 한불상공회의소
한불상공회의소는 1988년에 등장해 현재까지 활동하고 있는 상공회의소이다. 
- 프랑스 현지에 있는 163개의 회의소를 대표하는 l'Assemblée des chambres françaises de commerce et d'industrie (CCI France)와 함께 협력하고 있다. 
- 세계적으로 82개국에 있는 32,000개 이상의 기업을 연결하는 112개의 회의소로 구성된 국제 CCI France와 함께하고 있다.
-그리고 한국에서는 260개 이상의 한불기업과 함께하고 있다.